# NGC 3050
NGC 3050 je galaksija u zviježđu Sekstantu.

## Vanjske poveznice
- SEDS: NGC 3050